# 아프리카 U-23 네이션스컵
아프리카 U-23 네이션스컵(영어: Africa U-23 Cup of Nations)은 아프리카 축구 연맹 가맹국들의 23세 이하 축구 국가대표팀 사이에 진행되는 국가대항전으로 4년마다 개최된다. 2011년 아프리카 축구 연맹에 의해 창설되었으며 대회의 공식 스폰서인 토탈의 이름이 붙은 토탈에네르지 U-23 아프리카 네이션스컵(영어: TotalEnergies U-23 Africa Cup of Nations)이라는 명칭으로도 불린다. 아프리카 U-23 네이션스컵은 올림픽 축구 남자부의 아프리카 지역 예선을 겸하고 있다.

## 대회 역사
아프리카 축구 연맹이 창설되기 전인 1956년에 올림픽 축구에 참가할 아프리카 축구 국가대표팀들을 선발하는 예선 대회들이 있었지만 이 대회들은 여러 나라들에서 홈경기와 원정경기를 반복하면서 이루어지는 방식을 채택했다. 2011년 아프리카 축구 연맹은 아프리카 U-17 선수권 대회와 아프리카 U-20 선수권 대회의 진행 방식을 개정하면서 앞의 두 대회와 다른 새로운 대회를 창설했고 이름을 아프리카 U-23 선수권 대회(영어: African U-23 Championship)로 명명했다. 2015년 8월 6일, 아프리카 축구 연맹 집행 위원회는 대회의 명칭을 아프리카 네이션스컵의 명칭에 맞춰 아프리카 U-23 네이션스컵(영어: Africa U-23 Cup of Nations)으로 변경했다. 새로운 이름은 2015년 아프리카 U-23 네이션스컵 대회부터 적용되었으며 대회의 공식 로고에는 U-23 아프리카 네이션스컵(영어: U-23 Africa Cup of Nations)이라는 명칭을 사용하고 있다.
2016년 7월 21일, 프랑스의 석유회사 토탈은 8년 동안 아프리카 축구 연맹과 아프리카 축구 연맹 산하 모든 대회들의 주요 스폰서가 되는 계약을 체결했다.

## 역대 대회

### 아프리카 U-23 선수권 대회 (African U-23 Championship)
| 2011년 자세히 | 모로코 | 가봉 | 2 : 1 | 모로코 | 이집트 | 2 : 0 | 세네갈 |

### 아프리카 U-23 네이션스컵 (Africa U-23 Cup of Nations)
| 2015년 자세히 | 세네갈 | 나이지리아 | 2 : 1          | 알제리       | 남아프리카 공화국 | 0 : 0 3 : 1 (승부차기) | 세네갈 |
| 2019년 자세히 | 이집트 | 이집트     | 2 : 1 (연장전) | 코트디부아르 | 남아프리카 공화국 | 2 : 2 6 : 5 (승부차기) | 가나   |
| 2023년 자세히 | 모로코 | 모로코     | 2 : 1 (연장전) | 이집트       | 말리              | 0 : 0 4 : 3 (승부차기) | 기니   |

## 같이 보기
- 아프리카 네이션스컵
- 아프리카 U-20 네이션스컵
- 아프리카 U-17 네이션스컵
- 아프리칸 게임 축구
- 올림픽 축구